# Rhypopteryx civilis
Rhypopteryx civilis är en fjärilsart som beskrevs av Erich Martin Hering 1926. Rhypopteryx civilis ingår i släktet Rhypopteryx och familjen tofsspinnare. Inga underarter finns listade.